# Фелікс Пальма
Фелікс Х. Пальма (ісп. Félix J. Palma, нар. 16 червня 1968, Санлукар-де-Баррамеда, Кадіс, Іспанія) — іспанський письменник у жанрі фентезі і наукової фантастики.

## Біографія
Фелікс Хосе Пальма народився 16 червня 1968 року в Санлукар-де-Баррамеда, Іспанія. Закінчив гімназію імені Франсіско Пачеко, а також журналістський факультет в університеті Севільї. Після отримання диплому працював журналістом та літературним критиком.
Коли йому було 22, опублікував своє перше оповідання в журналі. Його першою збіркою оповідань стала книга «Охоронець Саламандри», яка побачила світ 1998 року. Згодом з'явилися й такі збірки: «Методи виживання», «Особисті справи», «Павукоподібні» та «Найменший у світі спектакль».
2008 року письменник видав свій перший роман — «Мапа часу», першу книгу серії «Вікторіанська трилогія». Книга стала бестселером та отримала премію «Атенео де Севілья».
Твори письменника перекладені 25-ма мовами та видані в 30-х країнах світу.
Фелікс Пальма живе в Іспанії.

## Твори

### Самостійні романи
- La hormiga que quiso ser astronáuta (2001) — «Мураха, яка хотіла бути астронавтом»;
- Las corrientes oceánicas (2005) — «Потоки океанів»

### Серія «Вікторіанська трилогія»
- El mapa del tiempo (2008) — «Мапа часу»;
- El mapa del cielo (2012) — «Мапа неба»;
- El mapa del caos (2014) — «Мапа хаосу».

### Збірки
- El vigilante de la salamandra (1998) — «Охоронець Саламандри»;
- Métodos de supervivencia (1999) — «Методи виживання»;
- Las interioridades (2001) — «Особисті справи»;
- Los arácnidos (2003) — «Павукоподібні»;
- El menor espectáculo del mundo (2010) — «Найменший у світі спектакль».